# Ciclisme als Jocs Olímpics d'estiu 2008 - Persecució individual masculina
La cursa de persecució individual masculina dels Jocs Olímpics de Pequín es va disputar el 16 d'agost de 2008 al velòdrom de Laoshan. El gran favorit a guanyar la prova era Bradley Wiggins, actual campió olímpic de l'especialitat. Wiggins no defraudà i aconseguí revalidar el títol.

## Medallistes
| Or              | Plata           | Bronze       |
| Bradley Wiggins | Hayden Roulston | Steven Burke |

## Qualificacions
Divuit ciclistes van participar en aquesta prova. Bradley Wiggins (Regne Unit), el campió olímpic vigent, estava classificat directament per haver guanyat el Campionat Mundial de Ciclisme en Pista de 2008. Volodímir Diúdia (Ucraïna) estava classificar per haver guanyat la darrera prova de la Copa del Món 2007 a Sydney. Alexandru Pliușchin (Moldàvia) es va classificar per haver guanyat el Campionat Mundial de B. Jenning Huizenga (Països Baixos), Taylor Phinney (Estats Units), Phillip Thuaux (Austràlia), Sergi Escobar Roure (Espanya), Alexander Serov (Rússia), i David O'Loughlin (Irlanda) es classificaren seguint la puntuació de la Unió Ciclista Internacional i la resta de corredors segons si estaven classificats en la persecució per equip, cosa que feia que la Gran Bretanya, Austràlia, els Països Baixos, Espanya, Ucraïna, i Rússia tinguessis dos competidors en aquesta prova.

## Ronda preliminar
Els divuit ciclistes es repartien en 9 sèries de dos. Cada ciclista comença en costats oposats de la pista. L'objectiu és agafar l'altre ciclista, o bé aconseguir el millor temps a l'hora de fer els 4.000 metres que s'han de recórrer. No importa qui guanyi en aquesta fase, sols es determinen els 8 millors temps, que són els que classifiquen per a la següent fase.
Per consultar l'ordre de sortida i els resultats
Q = Qualificat
OR = Rècord Olímpic
| Sèrie | Ciclista            | Temps           | Posició |
| ----- | ------------------- | --------------- | ------- |
| 1     | Fabien Sanchez      | 4' 33" 100      | 15      |
| 1     | Brett Lancaster     | 4' 26" 139      | 12      |
| 2     | Carlos Alzate       | 4' 35" 154      | 16      |
| 2     | Steven Burke        | 4' 22" 260 Q    | 5       |
| 3     | Antoni Tauler       | 4' 22" 462 Q    | 6       |
| 3     | Jens Mouris         | 4' 27" 445      | 13      |
| 4     | Vitali Popkov       | 4' 30" 321      | 14      |
| 4     | Alexandru Pliușchin | 4' 35" 438      | 17      |
| 5     | Sergi Escobar       | 4' 26" 102      | 10      |
| 5     | Alexander Serov     | 4' 23" 732 Q    | 8       |
| 6     | Taylor Phinney      | 4' 22" 860 Q    | 7       |
| 6     | Volodímir Diúdia    | 4' 21" 530 Q    | 4       |
| 7     | Bradley McGee       | 4' 26" 084      | 9       |
| 7     | David O'Loughlin    | 4' 26" 102      | 11      |
| 8     | Jenning Huizenga    | 4' 37" 097      | 18      |
| 8     | Hayden Roulston     | 4' 18" 990 Q    | 2       |
| 9     | Bradley Wiggins     | 4' 15" 031 Q OR | 1       |
| 9     | Aleksei Màrkov      | 4' 21" 498 Q    | 3       |

## Ronda final
A la ronda final els vuit primers classificats de les preliminars s'enfronten entre ells seguint el següent ordre: 1r contra 8è, 2n contra 7è, 3r contra 6è i 4t contra 5è, per aconseguir el passi a les semifinals. A les semifinals, el guanyador de cada enfrontament passava a lluitar per una medalla; el dos més ràpids corrien per l'or i argent, mentre que els dos guanyadors més lents s'enfrontaven entre ells pel bronze.

### Semifinals
| Ciclista        | Temps      | Posició |
| --------------- | ---------- | ------- |
| Volodímir Dyuda | 4' 22" 471 | 5       |
| Steven Burke    | 4' 21" 558 | 3       |

| Ciclista       | Temps      | Posició |
| -------------- | ---------- | ------- |
| Aleksei Màrkov | 4' 22" 308 | 4       |
| Antoni Tauler  | 4' 24" 974 | 6       |

| Ciclista        | Temps      | Posició |
| --------------- | ---------- | ------- |
| Hayden Roulston | 4' 19" 232 | 2       |
| Taylor Phinney  | 4' 26" 644 | 8       |

| Ciclista        | Temps      | Posició |
| --------------- | ---------- | ------- |
| Bradley Wiggins | 4' 16" 571 | 1       |
| Alexander Serov | 4' 25" 391 | 7       |

### Enfrontament pel bronze
| Ciclista       | Temps      | Posició |
| -------------- | ---------- | ------- |
| Steven Burke   | 4' 20" 947 | Bronze  |
| Aleksei Màrkov | 4' 24" 149 | 4       |

### Enfrontament per l'or
| Ciclista        | Temps      | Posició |
| --------------- | ---------- | ------- |
| Bradley Wiggins | 4' 16" 977 | Or      |
| Hayden Roulston | 4' 19" 611 | Argent  |